# Phanerochaete aculeata
Phanerochaete aculeata är en svampart som beskrevs av Hallenb. 1978. Phanerochaete aculeata ingår i släktet Phanerochaete och familjen Phanerochaetaceae.   Inga underarter finns listade i Catalogue of Life.